# Cantharus
Cantharus là một chi ốc biển, là động vật thân mềm chân bụng sống ở biển trong họ Pisaniidae.

## Các loài
- †Cantharus acuticingulatus (Suter, 1917)
- Cantharus berryi McLean, 1970
- Cantharus bolivianus (Souleyet, 1852)
- Cantharus cecillei (Philippi, 1844)
- Cantharus erythrostoma (Reeve, 1846)
- Cantharus leucotaeniatus Kosuge, 1985
- Cantharus melanostoma (G.B. Sowerby I, 1825)
- Cantharus petwayae Poppe, Tagaro & Goto, 2018
- Cantharus rehderi Berry, 1962
- Cantharus salalahensis Cossignani, 2017
- Cantharus septemcostatus Vermeij & Bouchet, 1998
- Cantharus spiralis Gray, 1839
- Cantharus tranquebaricus (Gmelin, 1791)
- Cantharus vermeiji Fraussen, 2008
- Cantharus vezzarochristofei Cossignani, 2017

Cantharus elegans (Griffith & Pidgeon, 1834) is present in some databases, but not the World Register of Marine Species.
Cantharus porcatus H. Adams & A. Adams, 1864 is listed as a taxon inquirendum in the World Register of Marine Species.